# Филип Райнхард I фон Золмс-Хоензолмс
Филип Райнхард I фон Золмс-Хоензолмс (на немски: Philipp Reinhard I zu Solms-Hohensolms; * 24 юли 1593 в Клееберг; † 28 юни 1636 във Франкфурт на Майн) е граф на Золмс-Хоензолмс. Погребан е в Грайфенщайн, Хесен.
Той е син на граф Херман Адолф фон Солмс-Хоенсолмс (1545 – 1613) и съпругата му Анна София фон Мансфелд-Хинтерорт (1562 – 1601), дъщеря на граф Йохан фон Мансфелд-Хинтерорт (1526 – 1567) и втората му съпруга Маргарета фон Брауншвайг-Люнебург (1534 – 1596), дъщеря на херцог Ернст I фон Брауншвайг-Люнебург-Целе. По баща е внук на граф Райнхард I фон Золмс-Лих и графиня Мария фон Сайн. 

## Фамилия
Филип Райнхард I се жени на 13 септември 1614 г. в Буцбах за графиня Елизабет Филипина (* 24 август 1593; † август 1635 в Хоензолмс), дъщеря на граф Вилхелм IV фон Вид-Рункел и графиня Йохана Сибила фон Ханау-Лихтенберг. 
Те имат децата: 
- Филип Райнхард II (1615 – 1665), граф на Золмс-Хоензолмс, женен I. на 4 ноември 1635 за графиня Анна Амалия фон Золмс-Грайфенщайн (1617 – 1640); II. на 28 август в 1642 в Гисен за Катарина Елеонора, фрайин фон Чернембл (1622 – 1675)
- Мориц
- дъщеря (1617 – 1617)
- Агнес Елизабет (1620 – 1620)
- Лудвиг († 1621)
- син (*/† 1623), близнак на
- Йоханета Сибила (1623 – 1651), омъжена на 10 август 1636 в Диленбург за граф Вилхелм II фон Золмс-Браунфелс-Грайфенщайн († 1676)
- Йохан Вилхелм († 1635)
- Фердинанд († 1635)
- Мария Елеонора (1632 – 1689), омъжена юни 1647 във Франкфурт за ландграф Ернст фон Хесен-Рейнфелс-Ротенбург (1623 – 1693)